# Wanchese, North Carolina
Wanchese, North Carolina (енгл. Wanchese) насељено је место без административног статуса у америчкој савезној држави Северна Каролина.

## Демографија
По попису из 2010. године број становника је 1.642, што је 115 (7,5%) становника више него 2000. године.
| Група             | 2000.         | 2010.         |
| Белци             | 1.477 (96,7%) | 1.540 (93,8%) |
| Афроамериканци    | 5 (0,3%)      | 3 (0,2%)      |
| Азијати           | 2 (0,1%)      | 3 (0,2%)      |
| Хиспаноамериканци | 28 (1,8%)     | 72 (4,4%)     |
| Укупно            | 1.527         | 1.642         |